# Wulfila fasciculus
Wulfila fasciculus là một loài nhện trong họ Anyphaenidae.
Loài này thuộc chi Wulfila. Wulfila fasciculus được Elizabeth Bangs Bryant miêu tả năm 1948.